# با تشکر برای به‌اشتراک‌گذاری
با تشکر برای به‌اشتراک‌گذاری (به انگلیسی: Thanks for Sharing) فیلمی در ژانر کمدی-درام به کارگردانی استوارت بلامبرگ است که در سال ۲۰۱۲ منتشر شد. در این فیلم بازیگرانی همچون مارک روفالو، تیم رابینز، گوئینت پالترو، جش گد، جولی ریچاردسون، پاتریک فوگیت، کارول کین، آلیشیا مور، میکلا واتکینس، ایسایا ویتلک جونیور، امیلی مید و پورنا جاگاناتان ایفای نقش کرده‌اند.

## خلاصه داستان
فیلم داستان سه مرد را روایت میکند که در یک گروه بازپروری در تلاش برای ترک اعتیاد جنسی خود هستند. مایک که یک مرد متاهل و میانسال است که سالها پاک بوده است و در حکم رهبر گروه است. آدام که مرد جوانی است که پنج سال گذشته را پاک گذرانده است و نیل پزشکی است که به تازگی به اجبار دادگاه به گروه بازپروری پیوسته است. مایک حامی آدام و آدام حامی نیل در مسیر ترک اعتیاد است. آدام به توصیه نیل با دختر زیبایی به نام فیبی آشنا میشود و زمانی که متوجه میشود رابطه فیبی و دوست پسر قبلیش به علت اعتیاد دوست پسرش به الکل بهم خورده است تصمیم میگیرد اعتیاد خودش را از فیبی پنهان کند. از سوی دیگر دنی پسر مایک که قبلا به مواد مخدر اعتیاد داشته است پس از سالها به خانه پدریش باز میگردد. علی رغم اینکه دنی ادعا میکند که بهبود یافته است اما مایک همچنان به او اعتماد ندارد...

## بازیگران
| بازیگر         | نقش             |
| -------------- | --------------- |
| مارک رافلو     | آدام            |
| گوئینت پالترو  | فیبی            |
| تیم رابینز     | مایک            |
| جاش گد         | نیل             |
| پاتریک فوگیت   | دنی             |
| پینک           | دیدی            |
| جولی ریچاردسون | کیتی، همسر مایک |